# 的矢村
的矢村（まとやむら）は三重県志摩郡にあった村。現在の志摩市磯部町的矢・磯部町三ヶ所・磯部町渡鹿野にあたる。

## 地理
- 河川：藤谷川
- 海洋：的矢湾
- 島嶼：渡鹿野島

## 歴史
- 1889年（明治22年）4月1日 - 町村制の施行により、答志郡的矢村・三ヶ所村・渡鹿野村の区域をもって的矢村が発足。
- 1896年（明治29年）4月1日 - 郡の統合により所属郡が志摩郡に変更[1]。
- 1955年（昭和30年）2月11日 - 志摩郡磯部村および度会郡神原村の一部（大字栗木広・檜山・山原）と新設合併して磯部町が発足。同日的矢村廃止。

## 行政

### 歴代村長
『磯部郷土史』による。
| 代 | 村長         | 任期                      |
| -- | ------------ | ------------------------- |
| 1  | 堀口吉右ヱ門 | 1889年4月1日 - ??         |
| 2  | 為田夏生     |                           |
| 3  | 堀口吉右ヱ門 |                           |
| 4  | 島田篤三     | 1893年6月 - 1896年4月     |
| 5  | 植田楠松     |                           |
| 6  | 木下元忠     | 1908年5月 - 1909年7月     |
| 7  | 竹内条之助   | 1909年8月 -               |
| 8  | 木下甚助     | 1913年10月 - 1917年9月    |
| 9  | 小林萬吉     | 1917年10月 - 1929年6月    |
| 10 | 村上敬       | 1929年7月 - 1930年7月     |
| 11 | 浜井宗太郎   | 1930年8月 - 1938年7月     |
| 12 | 南楠次郎     | 1938年8月 - 1942年7月     |
| 13 | 谷作太郎     | 1942年8月 - 1946年11月    |
| 14 | 井倉和雄     | 1946年12月 - 1947年1月    |
| 15 | 木下善寿     | 1947年2月 - 1955年2月10日 |

## 地域
学校
- 的矢村立的矢中学校
- 的矢村立的矢小学校

## 交通

### 船舶
- 渡鹿野航路（穴川 - 的矢 - 三ヶ所 - 渡鹿野

## 出身者
- 嶋田青峰 - 俳人、高浜虚子の弟子
- 嶋田的浦 - 俳人、嶋田青峰の弟
- 見瀬辰平 - 真珠養殖技師、11歳から渡鹿野で育つ（生まれは神原村）。